# Časopis Maćicy Serbskeje
Die Časopis Maćicy Serbskeje (Kurzform ČMS, von 1848 bis 1872 als Časopis Towaŕstwa Maćicy Serbskeje veröffentlicht) war eine periodische Zeitschrift und die zentrale Publikation der Maćica Serbska, der wissenschaftlichen Gesellschaft der Sorben.

## Hintergrund

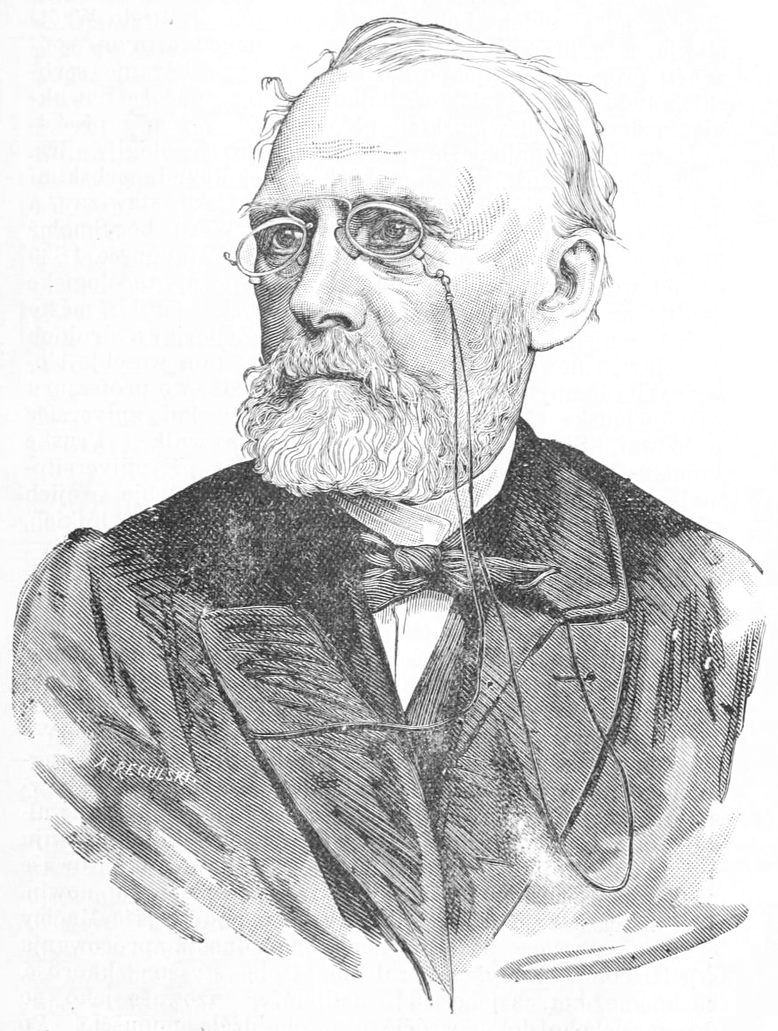
Jan Arnošt Smoler, erster Hauptredakteur

Im Jahr 1847 wurde in Bautzen die wissenschaftliche Gesellschaft der Sorben, Maćica Serbska, gegründet. Als wesentlichen Vereinszweck hatten die Gründungsmitglieder, zu denen unter anderem Handrij Zejler, Jan Arnošt Smoler, Korla Jan Smoler und Křesćan Bohuwěr Pful zählten, die Herausgabe sorbischer Literatur vorgesehen.
Ein Jahr nach der Gründung der Maćica Serbska wurde die Zeitschrift Časopis Towaŕstwa Maćicy Serbskeje ins Leben gerufen. Sie sollte sich den Themen sorbische Kultur, sorbische Literatur und sorbisches Leben widmen und umfasste volkskundliche und sprachwissenschaftliche Aufsätze. Das Verbreitungsgebiet umfasste die Ober- und Niederlausitz, die Zeitschrift erschien einmal im Jahr.

## Geschichte
Erster Hauptredakteur der Zeitschrift war das Maćica-Gründungsmitglied Jan Arnošt Smoler, der von der Gründung bis 1852 in verantwortlicher Rolle tätig war. Auf ihn folgte Jakub Buk, der von 1853 bis 1867 in dieser Position agierte. Unter der Leitung von Michał Hórnik (1868 bis 1894) erfolgte die Umbenennung der Zeitschrift in Časopis Maćicy Serbskeje.
Arnošt Muka fungierte von 1894 bis 1932 als verantwortlicher Redakteur, auf ihn folgte 1933 Ota Wićaz. Er führte die Zeitschrift in der Zeit des Nationalsozialismus durch die ersten Auswirkungen der antisorbischen Politik, 1937 erfolgte jedoch das Verbot der Tätigkeit der meisten sorbischen Organisationen und die Einschränkung der sorbischen Sprache im Alltag. Eine der Auswirkungen war auch die Einstellung der Časopis Maćicy Serbskeje mit der 90. Ausgabe im Jahr 1937.
Nach dem Ende des Zweiten Weltkriegs übernahm die erstmals 1952 erschienene Lětopis – Zeitschrift für sorbische Sprache, Geschichte und Kultur die Rolle der zentralen wissenschaftlichen Publikation rund um die Themen der sorbischen Kultur, Sprache und Lebens.